# Élections législatives néerlandaises de 2006
Les élections législatives néerlandaises de 2006 (en néerlandais : Tweede Kamerverkiezingen 2006) ont lieu le 22 novembre. Ce scrutin permet aux électeurs de désigner leurs 150 représentants à la Seconde Chambre des États généraux pour un mandat de quatre ans, par un scrutin à la proportionnelle au seuil de 0,67 % des voix.
Ces élections sont prévues officiellement le 16 mai 2007. La date est d'abord décalée au 15 mai 2007 pour ne pas tomber le jour de l'Ascension. Des élections anticipées sont ensuite rendues nécessaires par la chute du cabinet Balkenende II, du fait du retrait des Démocrates 66 (D66) de la coalition gouvernementale le 3 juillet 2006, celle-ci ne disposant alors plus de la majorité parlementaire. Le cabinet Balkenende III est un gouvernement minoritaire de transition jusqu'au scrutin.

## Enjeux
L'événement le plus marquant de ce scrutin aura été le changement des rapports de force à la gauche de l'échiquier politique, faisant du Parti socialiste, parti classé à la gauche radicale, la troisième force politique du pays, avec 26 sièges à l'assemblée, soit 17 de plus que lors des dernières élections, au détriment du Parti travailliste, d'orientation sociale-démocrate, qui, lui, perd 10 sièges. L'extrême droite, enfin, enregistre elle aussi une baisse significative de ses effectifs à la Seconde Chambre, avec 9 sièges seulement pour le nouveau Parti pour la liberté. Le rejet de la Constitution européenne par référendum semble avoir été la principale cause du succès spectaculaire du Parti socialiste.
Conformément à la Constitution des Pays-Bas, le Premier ministre sortant Jan Peter Balkenende remet la démission de son gouvernement à la reine Beatrix. Celle-ci devait rapidement désigner la nouvelle personne qui sera chargée d'occuper ce poste. Le Premier ministre, ou « formateur », est traditionnellement le leader de la formation arrivée en tête aux élections législatives, mais il peut aussi être un représentant de la société civile. Les négociations peuvent être très longues et durer des semaines, voire des mois, phénomène peu surprenant dans la vie politique aux Pays-Bas. À l’issue de ces élections législatives, les Pays-Bas se sont dirigés vers la formation d’une grande coalition « à l'allemande » rassemblant l’Appel démocrate-chrétien et le Parti travailliste. Ce type de coalition, fréquente aux Pays-Bas depuis la Seconde Guerre mondiale, ne disposant pas de la majorité absolue (73 sièges), devrait donc s’ouvrir au moins à une autre formation.
Le cabinet Balkenende IV, issu de cette négociation est officiellement annoncé le 14 février 2007. Il rassemble des ministres issus de l'Appel chrétien-démocrate, du Parti travailliste et de l'Union chrétienne.

## Partis et candidats
Pour l'élection de la Seconde Chambre des États généraux, il existe 19 circonscriptions électorales dans lesquelles les listes sont déposées. Traditionnellement les partis présentent la même liste dans toutes les circonscriptions mais il arrive que certaines listes soient différentes d'une circonscription à l'autre.
| Liste | Partis                                                 | Tête de liste                    | Notes                                    |
| ----- | ------------------------------------------------------ | -------------------------------- | ---------------------------------------- |
| 1.    | Appel chrétien-démocrate (CDA)                         | Jan Peter Balkenende             | Premier ministre sortant.                |
| 2.    | Parti travailliste (PvdA)                              | Wouter Bos                       |                                          |
| 3.    | Parti populaire pour la liberté et la démocratie (VVD) | Mark Rutte                       |                                          |
| 4.    | Parti socialiste (SP)                                  | Jan Marijnissen                  | Accords avec la Gauche verte.            |
| 5.    | Liste 5 Fortuyn (LPF)                                  | Olaf Stuger                      | Anciennement Liste Pim Fortuyn.          |
| 6.    | Gauche verte (GL)                                      | Femke Halsema                    | Accords avec le Parti socialiste.        |
| 7.    | Démocrates 66 (D66)                                    | Alexander Pechtold               |                                          |
| 8.    | Union chrétienne (CU)                                  | André Rouvoet                    | Accords avec le Parti politique réformé. |
| 9.    | Parti politique réformé (SGP)                          | Bas van der Vlies                | Accords avec l'Union chrétienne.         |
| 10.   | Pays-Bas Transparents (TN)                             | Gerrit de Wit et Alexander Brom  |                                          |
| 11.   | Parti pour les animaux (PvdD)                          | Marianne Thieme                  |                                          |
| 12.   | EénNL                                                  | Marco Pastors                    |                                          |
| 13.   | Parti pour la liberté (PVV)                            | Geert Wilders                    |                                          |
| 14.   | Liste 14                                               | Huib Poortman                    | Présent dans 18 circonscriptions.        |
| 15.   | Parti pour les Pays-Bas (PvN)                          | Hilbrand Nawijn                  | Présent dans 18 circonscriptions.        |
| 16.   | Parti de la démocratie directe continue (CDDP)         | Rob Verboom                      | Présent dans 13 circonscriptions.        |
| 17.   | Parti libéral démocrate (LibDem)                       | Sammy van Tuyll van Serooskerken | Présent dans 16 circonscriptions.        |
| 18.   | Parti des séniors unis (VSP)                           | Herman Troost                    | Présent dans 16 circonscriptions.        |
| 19.   | Collectif Ad Bos (ABC)                                 | Ad Bos                           | Présent dans 16 circonscriptions.        |
| 20.   | Vert libre! (GV)                                       | Wernard Bruining                 | Présent dans 8 circonscriptions.         |
| 21.   | Liste 21                                               | Arif Potmis                      | Présent dans 7 circonscriptions.         |
| 22.   | Parti ouvert de Tamara (TOP)                           | Tamara Bergfeld                  | Présent dans 1 circonscription.          |
| 23.   | Parti multiculturel solide (SMP)                       | Max Sordam                       | Présent dans 2 circonscriptions.         |
| 24.   | LRVP - hetZeteltje                                     | Sander van der Sluis             | Présent dans 1 circonscription.          |

## Résultats
|                           |                                                        |            |       |       |        |               |  |  |  |
| Partis                    | Partis                                                 | Voix       | %     | +/-   | Sièges | +/-           |  |  |  |
|                           | Appel chrétien-démocrate (CDA)                         | 2 608 573  | 26,51 | 2,11  | 41     | 3             |  |  |  |
|                           | Parti travailliste (PvdA)                              | 2 085 077  | 21,19 | 6,07  | 33     | 9             |  |  |  |
|                           | Parti socialiste (SP)                                  | 1 630 803  | 16,58 | 10,26 | 25     | 16            |  |  |  |
|                           | Parti populaire pour la liberté et la démocratie (VVD) | 1 443 312  | 14,67 | 3,24  | 22     | 6             |  |  |  |
|                           | Parti pour la liberté (PVV)                            | 579 490    | 5,89  | Nv.   | 9      | 9             |  |  |  |
|                           | Gauche verte (GL)                                      | 453 054    | 4,60  | 0,54  | 7      | 1             |  |  |  |
|                           | Union chrétienne (CU)                                  | 390 969    | 3,97  | 1,85  | 6      | 3             |  |  |  |
|                           | Démocrates 66 (D66)                                    | 193 232    | 1,96  | 2,11  | 3      | 3             |  |  |  |
|                           | Parti pour les animaux (PvdD)                          | 179 988    | 1,83  | 1,34  | 2      | 2             |  |  |  |
|                           | Parti politique réformé (SGP)                          | 153 266    | 1,56  | 0,01  | 2      | en stagnation |  |  |  |
|                           | EénNL                                                  | 62 829     | 0,64  | Nv.   | 0      | en stagnation |  |  |  |
|                           | Liste Pim Fortuyn (LPF)                                | 20 956     | 0,21  | 5,49  | 0      | 8             |  |  |  |
|                           | Autres partis                                          | 36 987     | 0,38  | -     | 0      | en stagnation |  |  |  |
|                           |                                                        |            |       |       |        |               |  |  |  |
| Suffrages exprimés        | Suffrages exprimés                                     | 9 838 683  | 99,83 |       |        |               |  |  |  |
| Votes blancs et invalides | Votes blancs et invalides                              | 16 315     | 0,17  |       |        |               |  |  |  |
| Total                     | Total                                                  | 9 854 998  | 100   | -     | 150    | en stagnation |  |  |  |
| Abstentions               | Abstentions                                            | 2 409 505  | 19,65 |       |        |               |  |  |  |
| Inscrits / participation  | Inscrits / participation                               | 12 264 503 | 80,35 |       |        |               |  |  |  |

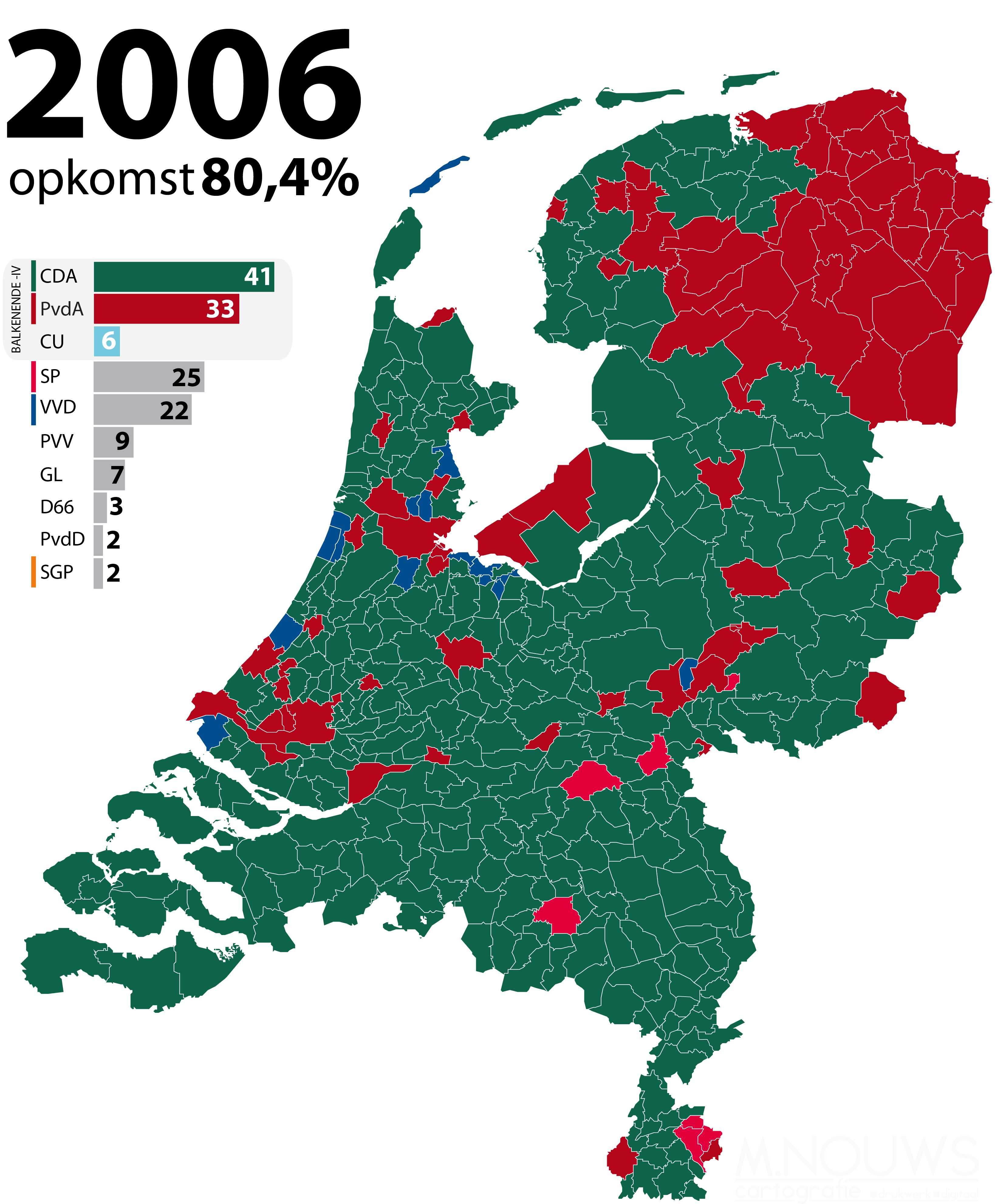
Parti arrivé en tête dans chaque commune.
Résultats détaillés par province.